# Nicolae Bejenaru
Nicolae Bejenaru (Rumania, 30 de mayo de 1968) es un gimnasta artístico rumano, medallista de bronce mundial en 1995 en el concurso por equipos.

## 1995
En el Mundial celebrado en Sabae (Japón) gana el bronce en equipos, tras China (oro) y Japón (plata), siendo sus compañeros de equipo: Dan Burinca, Adrian Ianculescu, Nistor Sandro, Cristian Leric, Marius Urzica y Nicu Stroia.